# IRAS 23166+1655
IRAS 23166+1655被認為是環繞其中一顆成員星是碳星的聯星系統飛馬座LL（AFGL 3068）的原行星雲。該對聯星被碳星噴發物質形成的塵埃雲氣遮蔽，僅可透過紅外線波段觀測。

## 概要
IRAS 23166+1655是不尋常的螺线形星雲。它的形成原因可能是因為聯星系統中的碳星和其伴星交互作用導致，並且在其他聯星系統中已經觀測到相同的狀況，雖然其他的例子沒有顯現如此精確的幾何形狀。星雲中螺旋臂之間的距離和星雲的擴張率與天文學家根據成員星在天球上的角距離推算的約800年軌道週期相符合。它在天球上的位置是RA 23 19 12, Dec +17 11 35。

## 外部連結
- An Extraordinary Celestial Spiral（页面存档备份，存于）
- Celestial spiral goes viral
- Hubble Spots Ghostly Space Spiral — discovery.com
- Hubble Spots Ghostly Space Spiral — disclose.tv
- An Extraordinary Spiral from LL Pegasi（页面存档备份，存于）, APOD